# Us'céra

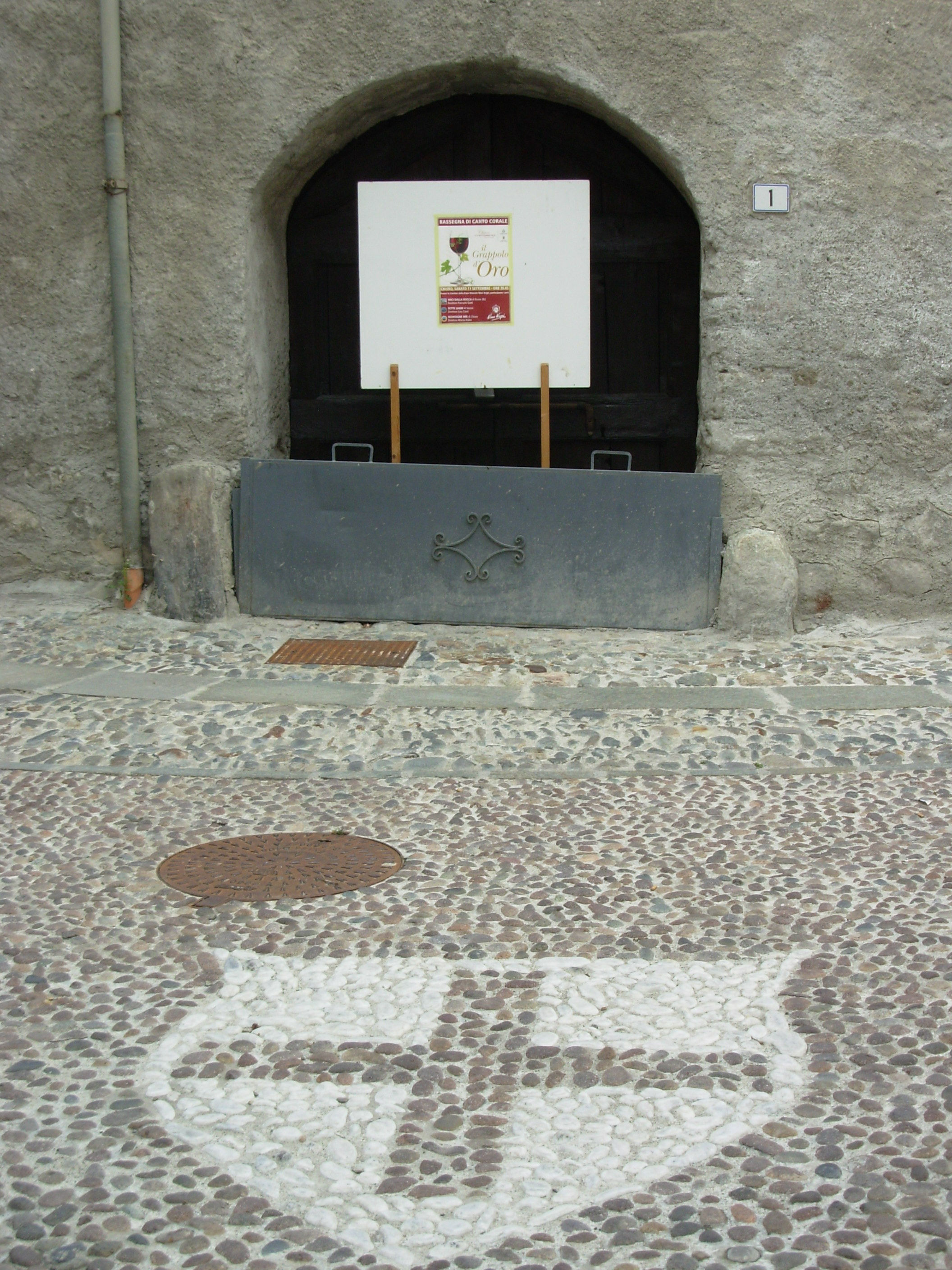
Esempio di us'cera in ferro battuto a protezione dell'ingresso di un palazzo nobiliare nel centro storico di Chiuro (SO)

Le Us'cére (dette anche Antun) sono un sistema di paratoie mobili tipico degli abitati di Chiuro e Ponte in Valtellina (Sondrio) e posto a protezione degli ingressi di edifici e corti ovvero ai crocevia per la protezione da acque di ruscellamento e trasporto solido provenienti dalla valle del Torrente Fontana e dalla rete idrica minore dei versanti a monte degli abitati.

## Ambito territoriale
Gli abitati di Chiuro e Ponte in Valtellina sorgono sul versante retico della Media Valtellina in corrispondenza dello sbocco della valle formata dal Torrente Fontana. Si tratta di un corso d’acqua impetuoso, tributario dell’Adda, che scorre per 14 chilometri con una pendenza media del 16% e che nel corso dei secoli ha provocato fenomeni alluvionali anche rilevanti. Il versante vallivo è in parte boscato e in parte terrazzato e caratterizzato da forte pendenza che contribuisce, come testimonia il toponimo Val Fontana, a scaricare a valle acqua e materiale solido, in occasione di eventi meteorici significativi (dette rusciade). In tali circostanze, acqua e materiale solido viene convogliato attraverso il reticolo idrico minore formando un torrente che si riversa nei centri abitati di Chiuro e Ponte Valtellina.
I due borghi sorgono in epoca medioevale proprio in prossimità dei corsi d’acqua, concentrando nel cuore dell’insediamento ‘protetto’ la vita religiosa e politica della comunità, e decentrando il settore produttivo all’esterno del borgo, e vicino al torrente, del quale si è potuto sfruttare la forza idraulica.

## Struttura degli abitati

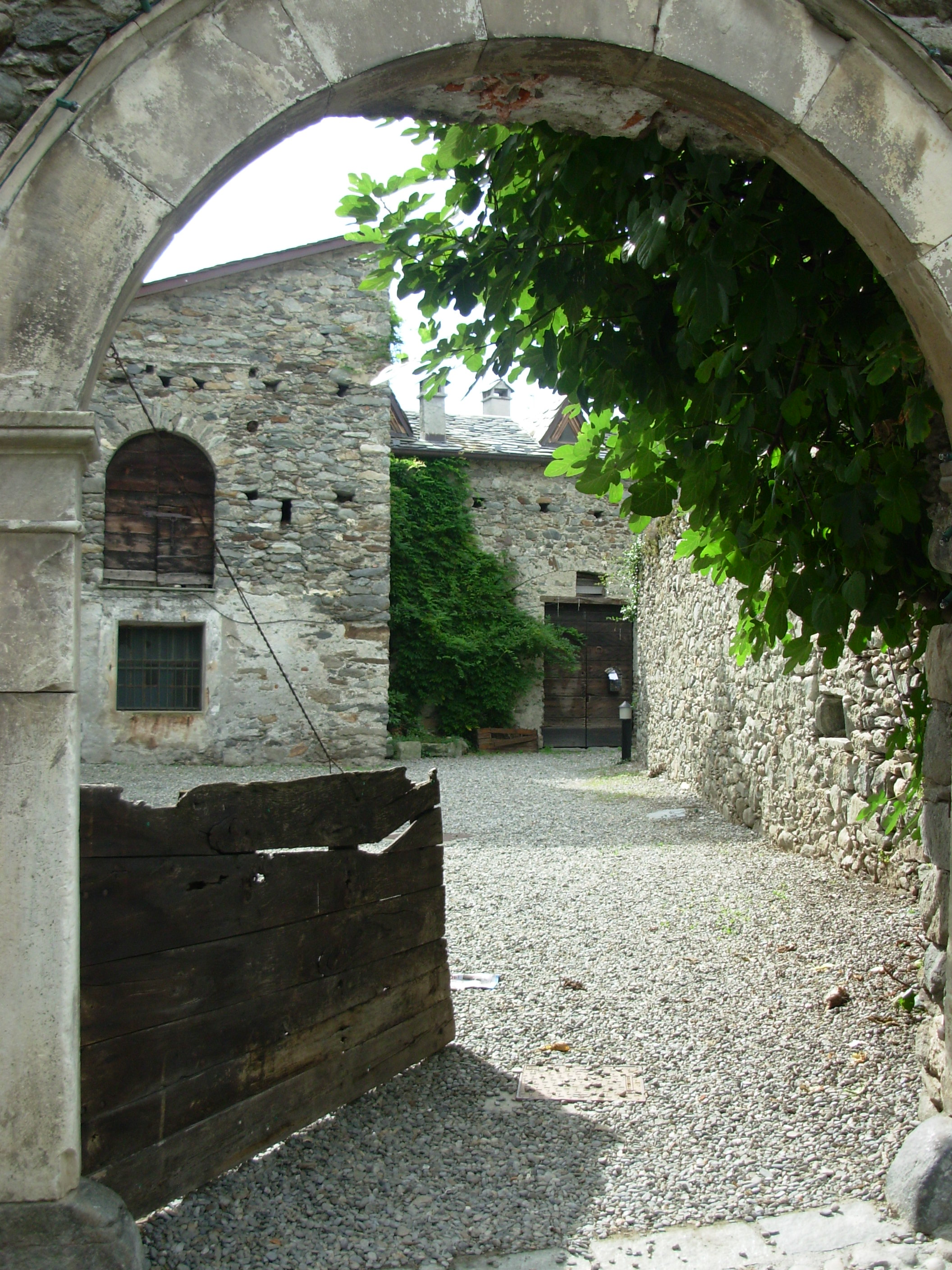
Esempio di us'cera in legno a protezione di un cortile nel centro di Chiuro (SO)

L'assetto urbanistico di entrambi gli abitati testimonia la presenza di forme di protezione e adattamento al rischio di ruscellamento proveniente dal versante. La struttura degli insediamenti è infatti costruita con una rete di percorsi angusti che differiscono da quelli riservati al normale transito pedonale e carrabile per dimensione, ma soprattutto per la forma delle pavimentazioni realizzate: tali percorsi preferenziali consentivano all'acqua di scorrere attraverso un sistema regimato; a protezione di incroci, case e cortili si posizionavano paratie mobili, le “us’cère” per deviare l'acqua e il fango proteggendo il costruito e i beni. Testimonianze scritte si ritrovano negli Ordini e Statuti che hanno regolato la vita comunitaria nel corso dei secoli e - nel caso di Chiuro - sono stati codificati solo nel 1791. Le norme sono raccolte in 67 capitoli e alcuni regolano il “sistema acqua”:

CAP. 16 : “Che niuna Persona qualunque siasi ardisca levare o far levare l’uschiera del Comune dentro la Rogia senza licenza del sig. Decano sotto pena di scudi 3 per valta applicabili 1/3 al sig.Decano, 1/3 alli Guardiani e un 1/3 all’accusatore”.
CAP. 19: “Che niuna Persona lavi panni ne getti alcuna sorte di immondizie nella Rogia dalla Fucina de Crotti sino al Pontesello sotto le case del quondam Messer Gio Batta Balgera acciò si possa cavar l’acqua netta per bisogno universale sotto la medesima pena applicabile come sopra”.

CAP. 27: “Proibisce ancora il portar qualsivoglia sorte di materie nel fiume, come terra, sassi, ed altre robbe, come anche per la Terra di Chiuro dove passa la Buttigiana, acciò quella possa comodamente passare sotto pena di scudi 4 e per non impedire il corso del Fiume”.
Agli usci delle abitazioni, agli ingressi dei cortili e agli incroci sono ancora presenti elementi in pietra sagomata dove le paratie venivano infilate all’occorrenza; talvolta, soprattutto in prossimità degli ingressi, si trova ben conservata anche l’intera paratia, in legno o in metallo. Di quelle agli incroci delle strade non vi è invece più traccia se non per alcune pietre di fissaggio. Tale sistema di protezione e difesa era studiato per consentire la convivenza con l’acqua che, pur introducendo un rischio naturale durante gli eventi di pioggia intensa, costituiva al contempo una preziosa fonte di approvvigionamento per le segherie, le folle, le tintorie e i mulini insediati nei pressi degli abitati. Poiché il cuore dell’abitato era il centro civile e religioso degli insediamenti, lo stesso veniva risparmiato dal passaggio delle acque e del fango che, deviati attraverso i percorsi preferenziali dalle paratoie, venivano recapitate lontano dalle abitazioni.

## Strategie di adattamento

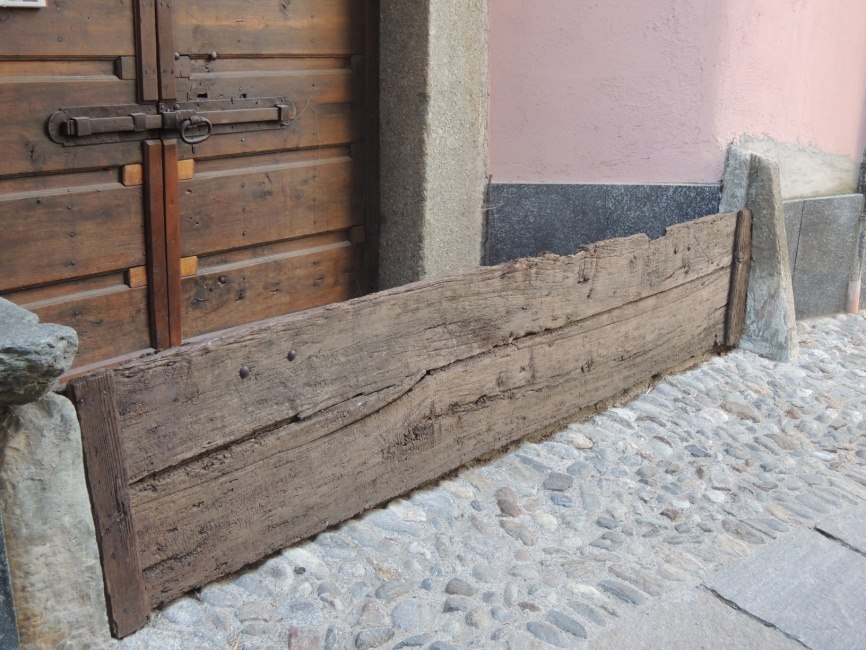
Esempio di us'cera a protezione di un'abitazione del centro di Chiuro (SO)

Il tema di un insediamento che sceglie di convivere, adattandosi razionalmente, con un rischio naturale indotto da una situazione difficile – dal punto di vista climatico, morfologico, geologico – non è un certamente un caso isolato. Molto spesso dalle situazioni di vincolo imposte dalla natura l’uomo ha tratto soluzioni di adattamento brillanti e ingegnose, finalizzate al minimo dispendio di risorse e alla massimizzazione dei vantaggi. L’architettura spontanea è nata infatti dall’adattamento a situazioni estreme e, dal confronto di culture diverse e distanti, non di rado emergono punti di contatto sorprendenti. Nel caso degli abitati di Ponte in Valtellina e Chiuro ci troviamo dinanzi a ad una eccezionale forma ante litteram di flood proofing, che combinava soluzioni attive e passive di protezione al rischio idraulico e idrogeologico adattando la struttura dell’abitato.
Da un lato il versante sotto il quale si erano insediati gli abitati, caratterizzato da pendenza e instabilità, era ricoperto da boschi e muretti a secco: la copertura e la gestione del pendio, forniva, soprattutto in passato, oltre che forme di sostentamento produttive dalla coltivazione del bosco, dei cereali, della vite e di altri alberi da frutto, anche una forma (passiva) di protezione del versante, così adattato a pendenze che diversamente non avrebbero permesso lo sfruttamento del poco spazio disponibile. Organizzato il versante, restava tuttavia ancora da risolvere l’esposizione al ruscellamento di acqua e al conseguente trasporto di materiale solido (terriccio, ghiaia, legname e altri detriti) proveniente dalla valle del Torrente Fontana durante gli eventi meteorici significativi, in particolare dalla roggia Buttigiana. Rinunciare ad insediare gli abitati in quella posizione avrebbe infatti significato perdere le straordinarie opportunità offerte dalla presenza di acqua come forza motrice delle attività produttive, da posizionare extra-muros soprattutto se rumorose: follatrici, segherie, mulini, dei quali ora rimane traccia solamente nella toponomastica con la ‘via degli Opifici’. Ecco che l’abitato si organizzava quindi intorno ad un sistema di vie dedicate al passaggio dell’acqua e dei detriti: agli incroci del borgo e in corrispondenza degli usci di edifici e cortili si predisponevano le “us'cére”, ossia i sistemi tradizionali di protezione a paratia, realizzati in ferro o legno, a difesa del centro dell’abitato e dei suoi edifici.